# 深圳市振业集团
深圳市振业（集团）股份有限公司（深交所：000006，简称：深振业A）是中国广东省深圳市的一间国有控股的房地产开发商，总股本2.54亿股（2006年2季度）。总部位于中国深圳市宝安南路振业大厦A座31层，现任董事长为赵宏伟，总裁为李伟。

## 历史沿革
公司前身为成立于1984年8月的深圳市建设(集团)公司开发部，1989年4月，作为原建设集团下属公司股份化改造试点，将开发部分离成立深圳市振业股份有限公司，同年8月发行股票69万股，筹资690万元。随后联同建设集团从市政府接手深圳河改造工程，作为回报，拥有工程地段两侧可开发住宅的权益。
1992年4月27日在深交所上市，上市首日开盘价33元。
1998年 更名为深圳市振业（集团）股份有限公司，当年跻身中国房地产百强。
2001年，以3.4亿投得位于龙岗区横岗镇的深圳土地拍卖史上最大宗地块，此地块后成为横岗振业城。
2004年，获建设部认定为“一级资质房地产开发企业”。
2005年，振业全面换新企业形象系统，沿用至今。同年对原先下属的两家建设公司（特皓集团，建业集团，均源自来深转业的基建工程兵部队）进行管理层持股改制与剥离。
2009年，振业成功转让特皓、建业、金众三家建设公司股权，从而彻底退出建筑施工行业，而专注于房地产开发主业。
2013年，总资产突破百亿。
2022年6月，深圳地下停车场内，一女子称车位被占，自己有该车位的买卖合同。而且该女子欲用其宾利车堵住该车位，并表示“我家有50台宾利，一个月不用，就堵在这里”。該女子還表示自己的老公是深圳市振业集团的高管张晓中。6月6日，深振业的董秘表示宾利女车主是张晓中正在交往的对象，不是家属。

## 股权分置改革
2006年1月12日实施股权分置改革，非流通股股东向全体流通股股东每10股送2股。

## 業務
公司主要在深圳從事房地產開發，較著名的物業包括六約振業城、和深圳市地鐵集團合作發展的橫崗車輛段上蓋項目。创立以来开发项目30多个，累计建筑面积近千万平方米，已基本形成了以深圳及周边地区为中心，以广州、长沙、南京、西安、天津、惠州、南宁等城市为重点的全国性战略布局。

## 公司业绩
- 1992年度，营业额：1.08亿、纯利：0.45亿、分红：每10股送3股
- 1993年度，营业额：1.51亿、纯利：0.69亿、分红：每10股送6股派2元(含税)
- 1994年度，营业额：1.36亿、纯利：0.58亿、分红：每10股送3股派1元(含税)
- 1995年度，营业额：1.1亿、纯利：0.45亿、分红：每10股派2元(含税)
- 1996年度，营业额：1.85亿、纯利：0.7亿、分红：每10股送1.54股转增1.538股派0.769元(含税)
- 1997年度，营业额：13.04亿、纯利：1.14亿、分红：每10股送1股派2元(含税)
- 1998年度，营业额：16.42亿、纯利：1.18亿、分红：每10股派2元(含税)
- 1999年度，营业额：19.42亿、纯利：0.93亿、分红：每10股派1元(含税)
- 2000年度，营业额：18.84亿、纯利：1.18亿、分红：每10股派2元(含税)
- 2001年度，营业额：20.24亿、纯利：1.19亿、分红：每10股派1.3元(含税)
- 2002年度，营业额：20.86亿、纯利：0.68亿、分红：每10股派0.8元(含税)
- 2003年度，营业额：19.87亿、亏损：2.92亿、分红：不分配
- 2004年度，营业额：18.77亿、纯利：0.54亿、分红：每10股派0.75元(含税)
- 2005年度，营业额：14.34亿、纯利：1.1亿、分红：每10股派1.8元(含税)